# Kirchanhausen
Kirchanhausen ist ein Gemeindeteil des Marktes Kinding im oberbayerischen Landkreis Eichstätt im Naturpark Altmühltal.

## Lage

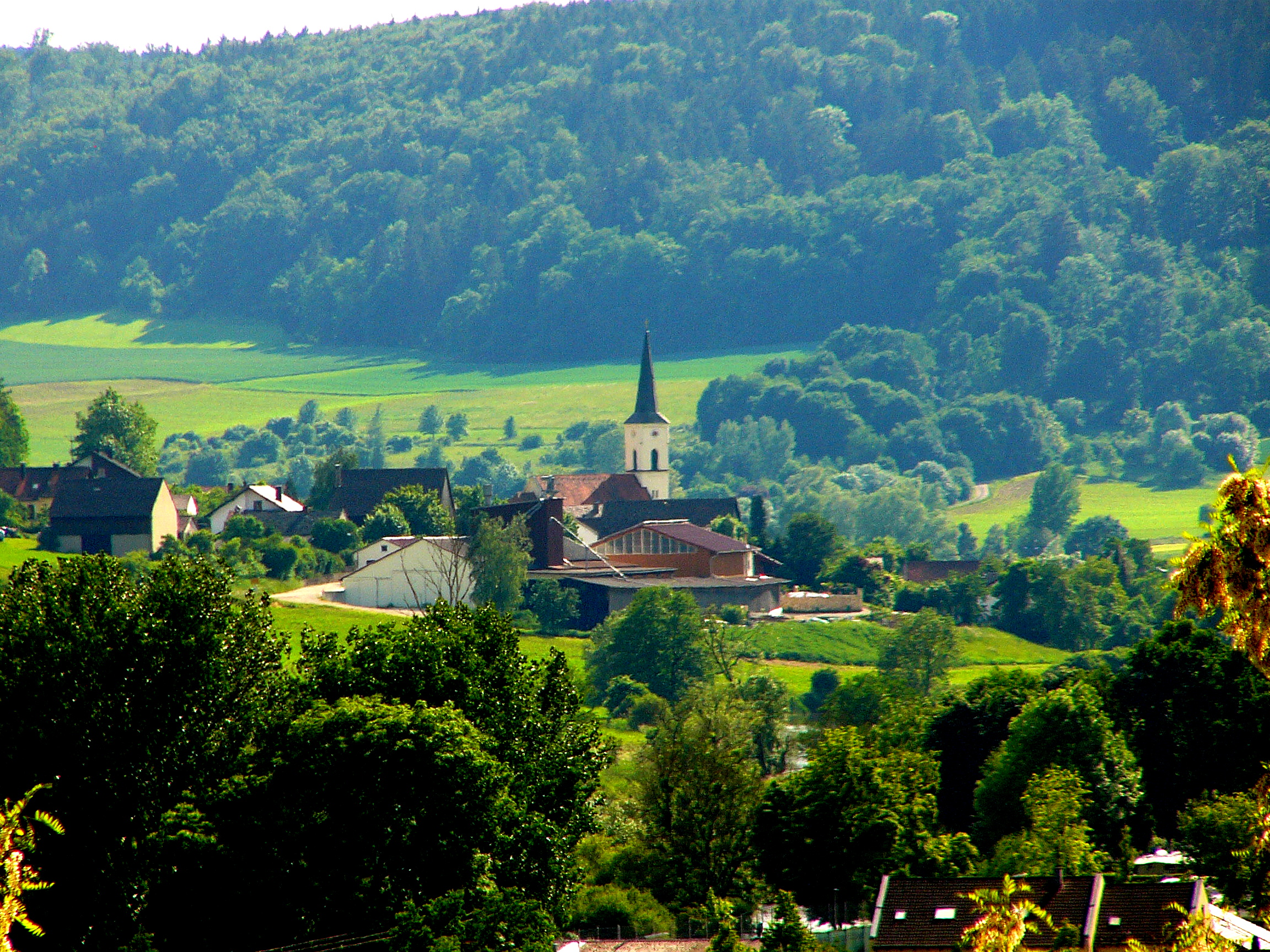
Kirchanhausen, ein Ortsteil von Kinding

Das Pfarrdorf liegt in der südlichen Frankenalb im Tal der Altmühl am südwestlichen Rand des Beilngrieser Beckens 2 km von Beilngries entfernt auf 369 bis 397 m Meereshöhe. Von der Staatsstraße 2230 zweigt eine Nebenstraße ab, die über eine Altmühlbrücke in das leicht erhöht über dem Talgrund liegende Dorf und weiter zur Bundesstraße 299 führt. Unterhalb des Ortes verläuft der Altmühltal-Radwanderweg.

## Geschichte
Hier ist eine Besiedelung aus der Hallstattzeit (600 v. Chr.) nachgewiesen. Um 750 n. Chr. gründeten Wandermönche wahrscheinlich aus St. Emmeram in Regensburg an der Stelle der heutige Kirche und des Friedhofs eine kleine Benediktinerabtei („abbatiola“), die 768 als „Aohhusan“ (= „Häuser am Wasser“) erwähnt ist. Sie wurde 895 samt den dazugehörigen Kirchen, Dörfern (Badanhausen, Pfraundorf, Unter- und Oberemmendorf, Irfersdorf) und Höfen von König Arnulf dem Bistum Eichstätt geschenkt. 912 ist Ahusa in einer Urkunde von König Konrad erwähnt; da nunmehr kein Hinweis mehr auf die Abtei gemacht wird, war sie wahrscheinlich bereits aufgehoben. Mit dem Besitz des ehemaligen Klosters wurden bischöfliche Dienstmannen belehnt: Im 12. Jahrhundert ist mit Meginwart de Ahusen ein Ortsadeliger als Eichstätter Ministeriale nachweisbar. Als 1304 die Kirche Raitenbuch dem Kloster Plankstetten übergeben wurde, bezeugten dies unter anderem Heinrich von Ahausen und Ulrich von Ahausen.
1305 geht der Ort – zu dieser Zeit wohl nur aus Kirche, Pfarrhof und großem Meierhof, der an das Dienstmannengeschlecht der Attenfelder verlehnt war, bestehend – mit der Hirschberger Erbschaft an das Hochstift Eichstätt über; die Kirche wird dem Domkapitel inkorporiert, 1357 erfolgt eine Hochaltarweihe zum hl. Nikolaus. Wahrscheinlich 1435 kauft der Eichstätter Bischof Albert von Hohenrechberg das Erbrecht der Attenfelder auf den Meierhof dem Konrad Attenfelder ab und vergaben den Hof in der Folgezeit an bäuerliche Grundholden. 1437 wurde Kirchanhausen in Personalunion mit dem benachbarten Unteremmendorf zur Pfarrei erhoben; vorher war sie Filiale von Unteremmendorf. 1601 bestand der Ort aus 12 Häusern. Im Dreißigjährigen Krieg erlitt der Ort 1636 und 1645 Schäden. 1644 bestand das Dorf aus acht Anwesen, die teilweise bäuerlicher Eigenbesitz geworden waren, und zwei Fischgüter. Spätestens seit 1700 gab es hier eine Schule. 1761 wurde die noch heute existierende „Bruderschaft des Heiligen Kreuzes“ gegründet; die Pfarrkirche verwahrt einen Kreuzespartikel. Ende des 18. Jahrhunderts bestand das Dorf aus zehn Haushalten.
Bis zur Säkularisation unterstand Kirchanhausen im Oberamt Hirschberg-Beilngries des unteren Hochstiftes Eichstätt dem Kastenamt Beilngries. Es gehörte zur Ehehaft Irfersdorf.
Mit der Säkularisation 1802 kam Kirchanhausen an den Erzherzog Großherzog Ferdinand von Toskana. 1806 wurde der Ort bayerisch; 1809 wurde die bisherige eigenständige Gemeinde Kirchanhausen zusammen mit den Ortschaften Badanhausen, Kratzmühle und Pfraundorf zum Steuerdistrikt Kirchanhausen (ab 1811 Gemeinde Kirchanhausen). Im Fürstentum Leuchtenberg wurde diese Gemeinde Kirchanhausen 1818 wieder aufgelöst; von nun an waren Kirchanhausen, Badanhausen und Kratzmühle mit Pfraundorf wieder drei selbständige Gemeinden. 1830 hatte Kirchanhausen 58 Einwohner und wurde erneut mit Badanhausen und Pfraundorf/Kratzmühle zu einer Gemeinde mit dem Namen Badanhausen zusammengeschlossen. Nach dem Ende des Leuchtenbergischen Fürstentums kam der Ort 1838 mit dem Landgericht Beilngries wieder an das Königreich Bayern, und zwar nach Mittelfranken, dem bisherigen Rezatkreis. Für den Kirchenneubau 1858 wurde die alte, 1711 barockisierte Klosterkirche 1856 restlos entfernt.
Am 1. April 1971 schloss sich die Gemeinde Badanhausen im Zuge der bayerischen Gebietsreform der Gemeinde Kinding an und kam mit dieser am 1. Juli 1972 von Mittelfranken nach Oberbayern.
Die Einwohnerzahl verringerte sich von 83 im Jahr 1950 auf 48 im Jahr 2009. 1983 waren im Dorf zwei landwirtschaftliche Vollerwerbs- und acht Nebenerwerbsbetriebe vorhanden.

## Sakralbauten

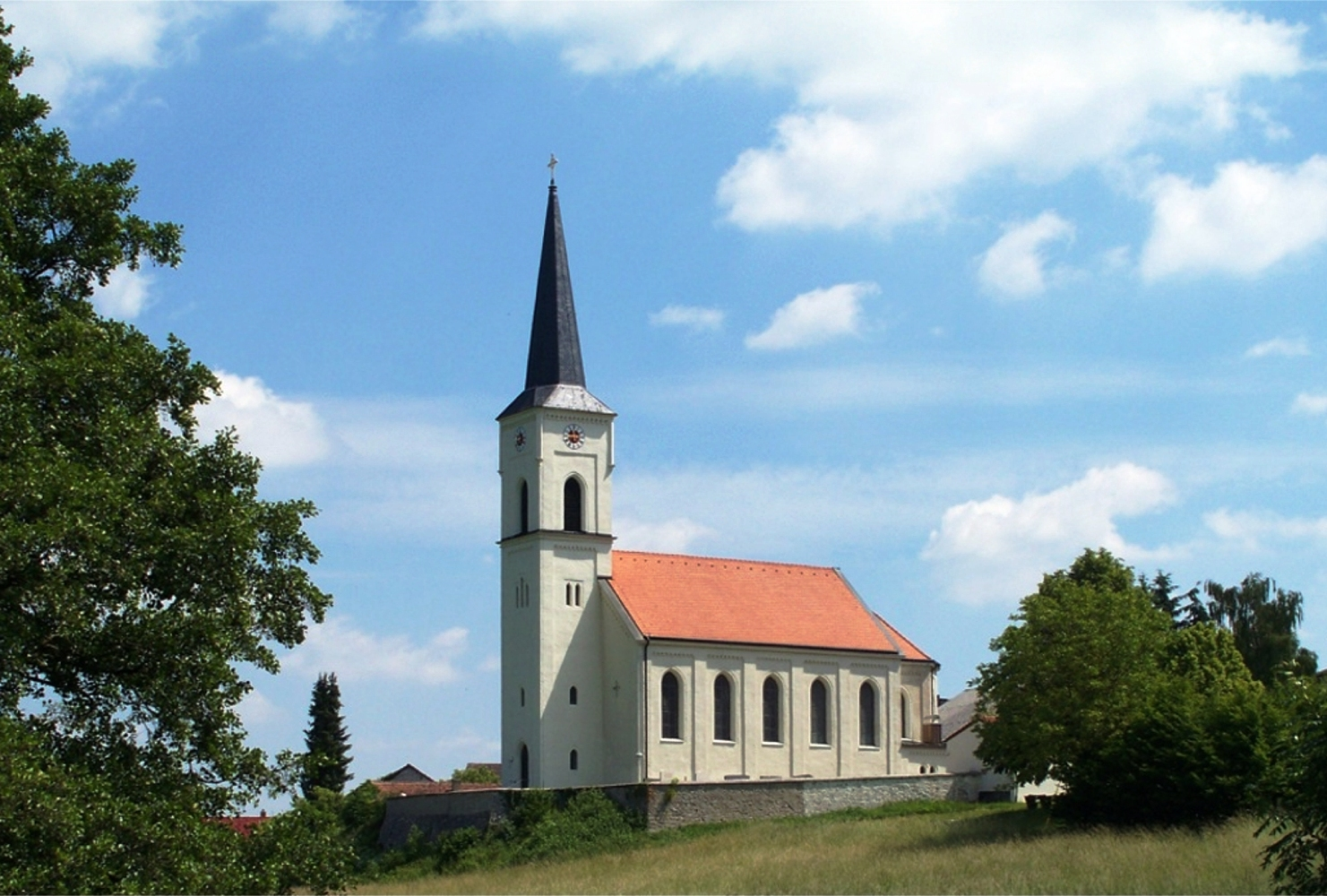
Pfarrkirche Mariä Opferung

- Kath. Pfarrkirche Mariä Opferung, neugotischer Bau von 1858, geweiht 1867, renoviert 2002/03; Hochaltar mit 3 spätgotischen Holzfiguren (1480); Innenausstattung von dem Münchner Bildhauer Anselm Sickinger; im Friedhof Grabsteine von früheren Pfarrern, bis ins 17. Jahrhundert zurückreichend; vierstimmiges Geläute g1-b1-c2-es2 (Gießerei Karl Czudnochowsky 1950). - Das Patrozinium wechselte mehrmals, das jetzige wird 1766 erstmals genannt. Seit 1973 wird die Pfarrei Kirchanhausen samt ihren Filialen Unteremmendorf und Pfraundorf von Beilngries aus versorgt.
- Flurkapelle am Irfersdorfer Weg / Kreuzacker, nach totaler Beschädigung bei einem Verkehrsunfall im Jahr 2001 zwei Jahre später neu errichtet

## Vereine
- 1927 gründete sich ein Krieger- und Militärverein (Fahnenweihe 1931).
- Um 1992 nahm der Heimat- und Kulturverein Kirchanhausen seine Tätigkeit auf.
- Zweigverein des Katholischen Deutschen Frauenbundes